# Demiurge Studios
Demiurge Studios è una società di sviluppo videogiochi fondata nel 2002 a Cambridge, negli Stati Uniti.
Spesso assiste altri sviluppatori nel creare mappe multiplayer per i loro videogiochi, ma è conosciuta soprattutto per aver portato Mass Effect su PC Windows nel 2008.

## Giochi sviluppati
- Shoot Many Robots (2012)
- Rock Band Country Track Pack Vol. 2 (2011)
- Green Day: Rock Band (2010)
- Borderlands (2009)
- World of Zoo (2009)
- Rock Band Metal Track Pack (2009)
- Mass Effect: Pinnacle Station (2009)
- Rock Band Country Track Pack (2009)
- Word Fu (2009)
- Mass Effect (PC) (2008)
- Brothers in Arms: Double Time (2008)
- Frontlines: Fuel of War (2008)
- Brothers in Arms: Earned in Blood (2008)
- BioShock (2007)
- Medal of Honor: Airborne (2007)
- Titan Quest (2006)
- America's Army (2005)
- Charlie And The Chocolate Factory (2005)
- Karaoke Revolution Party (2005)
- Brothers in Arms: Road to Hill 30 (2005)
- Advent Rising (2005)
- Clone Bandits (2004)
- Marvel Puzzle Quest (2013)